# Platypalpus flavicoxis
Platypalpus flavicoxis är en tvåvingeart som först beskrevs av Becker 1907.  Platypalpus flavicoxis ingår i släktet Platypalpus och familjen puckeldansflugor. Inga underarter finns listade i Catalogue of Life.